# Władysław Kupiszewski
Władysław Maciej Kupiszewski (ur. 9 kwietnia 1930 w Książnicach Wielkich) – polski językoznawca, polonista, profesor nauk humanistycznych (1990).

## Kariera
Władysław Kupiszewski od 1974 był profesorem Uniwersytetu Warszawskiego, w 1982 został członkiem Towarzystwa Naukowego Warszawskiego. Zajmuje się głównie dialektologią i historią języka polskiego oraz językiem artystycznym i onomastyką. Jest członkiem Komitetu Redakcyjnego czasopisma „Prace Filologiczne”. W latach 1991–1998 był kierownikiem Zakładu Historii Języka Polskiego i Dialektologii Uniwersytetu Warszawskiego.

## Prace
- 1990 – Język „Dzienników” Stefana Żeromskiego
- 1974 – Słownictwo z zakresu astronomii i miar czasu. Stan obecny, historia i związki słowiańskie
- 1969 – Słownictwo meteorologiczne w gwarach i historii języka polskiego